# Coniceromyia
Coniceromyia är ett släkte av tvåvingar. Coniceromyia ingår i familjen puckelflugor.

## Dottertaxa tillConiceromyia, i alfabetisk ordning[1]
- Coniceromyia affinis
- Coniceromyia anacleti
- Coniceromyia angularis
- Coniceromyia apicalis
- Coniceromyia arizonensis
- Coniceromyia atricolor
- Coniceromyia aurantia
- Coniceromyia auristriata
- Coniceromyia basalis
- Coniceromyia bilineata
- Coniceromyia boliviana
- Coniceromyia brevivena
- Coniceromyia caesariata
- Coniceromyia caliga
- Coniceromyia ciliatipes
- Coniceromyia convergens
- Coniceromyia costaricana
- Coniceromyia cristifemur
- Coniceromyia disparivena
- Coniceromyia epicantha
- Coniceromyia femoralis
- Coniceromyia fusca
- Coniceromyia globosa
- Coniceromyia impluvia
- Coniceromyia impudica
- Coniceromyia kerteszi
- Coniceromyia laticosta
- Coniceromyia latimana
- Coniceromyia leucomacula
- Coniceromyia lobipennis
- Coniceromyia maculipennis
- Coniceromyia mexicana
- Coniceromyia parvicornis
- Coniceromyia pilicoxa
- Coniceromyia pilipleura
- Coniceromyia piricornis
- Coniceromyia plaumanni
- Coniceromyia reina
- Coniceromyia setitarsalis
- Coniceromyia stephensoni
- Coniceromyia striativena
- Coniceromyia truncata
- Coniceromyia vespertilio